# روماين اتشيلي
روماين اتشيلي (بالفرنسية: Romain Achilli)‏ (15 فبراير 1993 بباستيا في فرنسا - ) هو لاعب كرة قدم فرنسي في مركز الوسط. لعب مع نادي باستيا.

## روابط خارجية
- روماين اتشيلي على موقع قاعدة بيانات كرة القدم.إي يو (الإنجليزية)
- روماين اتشيلي على موقع ليكيب (الفرنسية)
- روماين اتشيلي على موقع Soccerway.com (الإنجليزية)
- روماين اتشيلي على موقع AS.com (الإسبانية)